# XL-Optik
Die XL-Optik ist eine Bezeichnung für eine Optik bei der Schmalfilmkamera.

## Geschichte
Kameras mit XL-Optik wurden Anfang der siebziger Jahre eingeführt. Sie hatten ein für damalige Verhältnisse lichtstarkes Objektiv und waren besonders für das Filmen bei ungünstigen Lichtverhältnissen geeignet.

## Funktionsweise
Bei diesen Kameras wurde der Hellsektor des Umlaufverschlusses von 180 Grad auf 220 – 230 Grad vergrößert. Somit gelangte in jeder Belichtungsphase etwa 40 % mehr Licht an den Film. Die mit XL-Objektiven ausgestatteten Kameras boten gegenüber den damals herkömmlichen Sektorenblenden den Vorteil, dass man damit auch noch filmen konnte, wenn die herkömmliche Kamera nicht mehr einsetzbar war. Durch die längere Belichtungsphase konnten sich bei schnell ablaufenden Bewegungen verminderte Abbildungsschärfen zeigen.